# Francis Lightfoot Lee

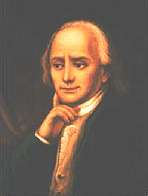
Francis Lightfood Lee

Francis Lightfoot Lee (* 4. Oktober 1734 in Stratford, Colony of Virginia; † 11. Januar 1797 in Menoken, Virginia) unterzeichnete für Virginia die Unabhängigkeitserklärung der Vereinigten Staaten und ist damit einer der amerikanischen Gründerväter.

## Leben
Lee entstammte einer einflussreichen Familie. Er erhielt eine sehr gute Privatausbildung. 1758 wurde er in das Abgeordnetenhaus von Virginia gewählt, wo er bis 1775 im Amt blieb. Er war ein radikaler Unterstützer der Unabhängigkeitsbewegung. An der Seite von Patrick Henry kämpfte er gegen das Stempelgesetz. Er forderte 1774 einen allgemeinen Kongress und eine Convention für Virginia, an der er teilnahm. Er war Delegierter beim Ersten Kontinentalkongress, wo er bis 1779 im Amt blieb. Bis zu seinem Ruhestand war er Mitglied des Senats von Virginia.
Lee war ein Bruder von Arthur Lee, Richard Henry Lee und William Lee und ein entfernter Verwandter des späteren Südstaaten Generals Robert Edward Lee. Sein Vater war Thomas Lee.